# Triple saut masculin aux championnats du monde d'athlétisme en salle 2018
Pour un article plus général, voir Championnats du monde d'athlétisme en salle 2018.
Navigation
2016 2022
Le concours du triple saut masculin des championnats du monde en salle 2018 se déroule le 3 mars 2018 à la Barclaycard Arena de Birmingham, au Royaume-Uni.

## Résultats
| Rang               | Athlète              | Pays         | Essais  | Essais  | Essais  | Essais  | Essais  | Essais  | Marque  | Notes |
| Rang               | Athlète              | Pays         | 1       | 2       | 3       | 4       | 5       | 6       | Marque  | Notes |
| ------------------ | -------------------- | ------------ | ------- | ------- | ------- | ------- | ------- | ------- | ------- | ----- |
| Médaille d'or      | Will Claye           | États-Unis   | 16,89 m | 16,86 m | 16,76 m | 17,43 m | 17,35 m | 17,31 m | 17,43 m | WL    |
| Médaille d'argent  | Almir Dos Santos     | Brésil       | 16,70 m | 17,22 m | 16,97 m | x       | 17,41 m | x       | 17,41 m | PB    |
| Médaille de bronze | Nelson Évora         | Portugal     | 17,14 m | x       | 17,40 m | 17,25 m | x       | 16,71 m | 17,40 m | NR    |
| 4                  | Alexis Copello       | Azerbaïdjan  | x       | 17,17 m | 17,05 m | 16,82 m | x       | x       | 17,17 m | SB    |
| 5                  | Chris Carter         | États-Unis   | 16,76 m | 16,70 m | 16,75 m | 17,04 m | 17,15 m |         | 17,15 m |       |
| 6                  | Hugues Fabrice Zango | Burkina Faso | 16,16 m | 16,57 m | 17,11 m | 16,71 m | 16,87 m |         | 17,11 m |       |
| 7                  | Zhu Yaming           | Chine        | 16,66 m | 16,86 m | 16,81 m | 16,87 m | 16,38 m |         | 16,87 m | PB    |
| 8                  | Dong Bin             | Chine        | x       | 16,84 m | x       | 16,71 m | 16,10 m |         | 16,84 m | SB    |
| 9                  | Cristian Nápoles     | Cuba         | x       | x       | 16,70 m |         |         |         | 16,70 m |       |
| 10                 | Elvijs Misāns        | Lettonie     | x       | x       | 16,55 m |         |         |         | 16,55 m | SB    |
| 11                 | Max Hess             | Allemagne    | x       | x       | 16,47 m |         |         |         | 16,47 m |       |
| 12                 | Momchil Karailiev    | Bulgarie     | 16,03 m | 16,14 m | x       |         |         |         | 16,14 m |       |
| 13                 | Clive Pullen         | Jamaïque     | x       | 16,13 m | x       |         |         |         | 16,13 m |       |
| 14                 | Fabrizio Donato      | Italie       | 15,96 m | x       | x       |         |         |         | 15,96 m |       |
| 15                 | Andy Díaz            | Cuba         | x       | 15,37 m |         |         |         |         | 15,37 m | SB    |

## Légende
Records et Performances
- AR : Record continental (area record)
- CR : Record des championnats (championship record)
- MR : Record du meeting (meet record)
- NR : Record national (national record)
- OR : Record olympique (olympic record)
- PR : Record paralympique (paralympic record)
- PB : Record personnel (personal best)
- SB : Meilleure performance personnelle de la saison (season's best)
- WL : Meilleure performance mondiale de l'année (world leader)
- WJR : Record du monde junior (world junior record)
- WR : Record du monde (world record)

Circonstances et Conditions
- DNF : N'a pas terminé (did not finish)
- DNS : N'a pas pris le départ (did not start)
- DQ : Disqualification (disqualification)
- NM : Aucun essai valable enregistré (No Mark)
- Q : Qualifié « directement » au prochain tour (ou à la prochaine compétition), lors d'une compétition majeure, grâce au classement ou à la réalisation des minima (automatic qualifier)
- q : Qualifié au prochain tour (ou à la prochaine compétition), lors d'une compétition majeure, grâce au repêchage ou à la réalisation de l'une des meilleures performances parmi celles des « non qualifiés directement » (grâce au meilleur temps ou à la meilleure distance par exemple) (secondary qualifier)